# Frenti Dezenvolvimentu Demokratiku

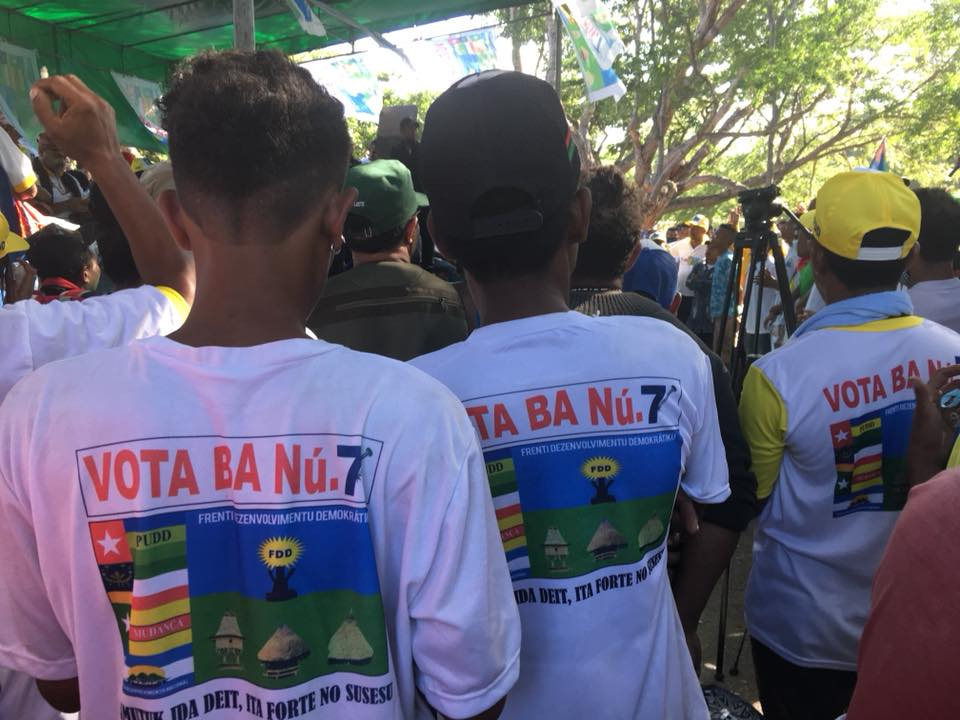
FDD-Wahlkampfveranstaltung in Tasitolu (2018)

Die Frenti Dezenvolvimentu Demokratiku FDD (deutsch Front Demokratische Entwicklung) war ein Bündnis osttimoresischer Parteien. Es wurde am 11. Dezember 2017 gegründet und löste sich am 18. Juni 2018 wieder auf.
Präsident der FDD war António de Sá Benevides, der auch Präsident der Partidu Unidade Dezenvolvimentu Demokratiku (PUDD) war. Präsident des nationalen politischen Rates der FDD war Agustinho Gomes, Vizepräsident des Konsórsiu Nasionál Timorense (CNT) und Direktor der Baufirma Tinolina.
| Mitgliedsparteien                                |                        |                  |                    |
| Partei                                           | politische Ausrichtung | Stimmenzahl 2017 | Stimmenanteil 2017 |
| Partidu Unidade Dezenvolvimentu Demokratiku PUDD |                        | 15.887           | 2,8 %              |
| União Democrática Timorense UDT                  | konservativ            | 11.255           | 2,0 %              |
| Frenti-Mudança FM                                | sozialdemokratisch     | 8.849            | 1,6 %              |
| Partido do Desenvolvimento Nacional PDN          |                        | 3.846            | 0,7 %              |
| Partidu Republikanu PR (2018 ausgeschieden)      |                        | 3.951            | 0,7 %              |

Gründungsmitglieder des Bündnisses waren die Parteien PUDD, Frenti-Mudança FM, União Democrática Timorense UDT und Partido do Desenvolvimento Nacional PDN. Die Partidu Republikanu PR schloss sich der FDD am 22. Dezember an, trat aber am 27. Februar 2018 wieder aus dem Bündnis aus.
Die finalen Mitglieder hatten bei den Parlamentswahlen 2017 insgesamt 39.837 Stimmen, was einen Stimmenanteil von 7,1 % entspricht. Bei den vorgezogenen Neuwahlen 2018 gelang der FDD mit einem Stimmanteil von 5,5 % (34.301 Stimmen) der Einzug in das Nationalparlament mit drei Abgeordneten: António de Sá Benevides (PUDD), Gilman Exposto dos Santos (UDT) und Isabel Maria Barreto Freitas Ximenes (FM).
Am 14. Juni 2018 wurde Ximenes zur ersten Stellvertreterin der Sekretärin des Parlamentspräsidiums gewählt. Benevides boykottierte die Abstimmung zusammen mit den Abgeordneten der Oppositionsparteien FRETILIN und PD, da die anderen Posten im Parlamentspräsidium ausschließlich an Vertreter der Regierungskoalition Aliança para Mudança e Progresso (AMP) gingen. Unterstützt wurde Ximenes von ihrem zweiten Fraktionskollegen Santos. Die Meinungsverschiedenheit über die Rechtmäßigkeit der Präsidiumswahl führte zum Bruch innerhalb der FDD und am 17. Juni zur Auflösung des Bündnisses.